# Felix Bernstein

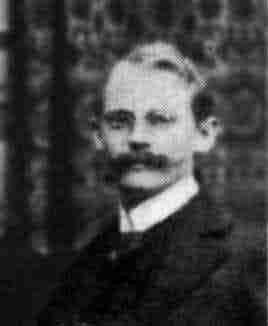

Felix Bernstein (Halle, 24 februari 1878  - Zürich, 3 december 1956) was een Duitse wiskundige, die in zijn proefschrift uit 1897 als eerste een sluitend bewijs gaf voor de stelling van Cantor-Bernstein-Schröder, een stelling over de equivalentie van verzamelingen. Hij promoveerde onder supervisie van Georg Cantor. Minder bekend is dat hij in 1924 door gebruik te maken van statistische analyse het correcte overervingspatroon afleidde van bloedgroepen met meerdere allellen op een locus.